# Райнль, Харальд
Ха́ральд Райнль (нем. Harald Reinl; 8 июля 1908, Бад-Ишль, Австро-Венгрия — 9 октября 1986, Пуэрто-де-ла-Крус, Тенерифе, Испания) — австрийский кинорежиссёр. Приобрёл известность благодаря экранизациям произведений Карла Мая и Эдгара Уоллеса, а также в качестве создателя популярной документальной кинодилогии по произведениям Эриха фон Дэникена на тему палеоконтакта — «Воспоминания о будущем» (1970) и «Тайны богов (Возвращение к звёздам)» (1976).

## Биография
В молодости выступал на соревнованиях по скоростному лыжному спуску и прыжкам на лыжах с трамплина. Впервые попал на съёмочную площадку в 1930 году в качестве дублёра Лени Рифеншталь в опасных лыжных сценах в фильме «Бури над Монбланом» пионера «горного кино» Арнольда Фанка. Год спустя Фанк предложил Райнлю сняться в своём следующем фильме — «Белое безумие — новое лыжное чудо». Через некоторое время Райнль, в промежутке между съёмками получивший степень доктора юридических наук, стал помощником Лени Рифеншталь на съёмках фильма «Долина», затем сам взялся за режиссуру и в 1949 году поставил свой первый полнометражный игровой фильм — мелодраму «Горный хрусталь».
К концу 1960-х годов Райнль приобрёл европейскую известность благодаря экранизациям произведений Эдгара Уоллеса — «Лягушка в маске» (1959), «Ужасные люди» (1960), «Фальшивомонетчик из Лондона» (1961), «В стальной сети доктора Мабузе» (1961), «Невидимые когти доктора Мабузе» (1962), «Комната № 13» (1964), «Зловещий монах» (1965), — а также трём киноадаптациям романов о Джерри Коттоне: «Динамит в зелёном шёлке» (1968), «Смерть в красном „Ягуаре“» (1968), «Смертельные выстрелы на Бродвее» (1969). Апогеем режиссёрской карьеры Райнля стало участие в одиннадцатисерийной немецко-французско-итальянско-югославской экранизации цикла приключенческих романов Карла Мая о Виннету. Фильмы, поставленные Райнлем, — «Сокровище Серебряного озера» (1962), «Виннету 1» (в советском прокате — «Виннету — сын Инчу-Чуна», 1-я серия: «Хищники из Россвелля»; 1963), «Виннету 2» (в советском прокате — «Виннету — сын Инчу-Чуна», 2-я серия: «Трубка мира»; 1964), «Виннету 3» (в советском прокате — «След головорезов»; 1965), «Виннету и Шаттерхенд в Долине Смерти» (1968) — стали самыми удачными в цикле, принесли рекордные кассовые сборы в европейских кинотеатрах и ныне считаются классикой учреждённого Райнлем киножанра: подчёркнуто простодушного «романтического» немецкого вестерна (в отличие от психологически изощрённого итальянского «спагетти-вестерна», представленного главным образом работами Серджо Леоне того же периода).
В дальнейшем, со второй половины 1960-х до середины 1980-х годов, Райнль с переменным успехом снимал приключенческие, комедийные и документальные фильмы обширного тематического диапазона. Двухсерийный фильм «Нибелунги» (1966—1967) — ремейк одноимённой картины Фрица Ланга (1924) — стал самой дорогостоящей, хотя и не самой удачной в художественном отношении, послевоенной кинопостановкой ФРГ. Документальная кинодилогия «Воспоминания о будущем» (1970) и «Тайны богов (Возвращение к звёздам)» (1976), снятая Райнлем по произведениям швейцарского уфолога Эриха фон Дэникена, приобрела огромную популярность во всём мире, породив устойчивую интеллектуальную моду на рассуждения о внеземном происхождении египетских пирамид, рисунках пустыни Наска и иных свидетельствах визита на Землю «древних астронавтов». Кинодилогия демонстрировалась на большом экране в СССР; мелодия-лейтмотив «Воспоминаний о будущем», сочинённая немецким композитором Петером Томасом, использовалась в качестве заставки к советской научно-популярной телевизионной программе «Очевидное — невероятное».

### Личная жизнь
Райнль был трижды женат: в 1946—1950 годах на Коринне Франк (нем. Corinna Frank), в 1954—1968 годах на немецкой актрисе Карин Дор, с 1976 года до конца жизни — на чешской актрисе Даниэле Марии Делис (чеш. Daniela Maria Delis).

### Смерть
9 октября 1986 года 78-летний Райнль был заколот ножом женой (долгое время страдавшей от хронического алкоголизма) в результате супружеской ссоры, вспыхнувшей между ними в доме их знакомых в городе Пуэрто-де-ла-Крус на испанском острове Тенерифе. Последняя работа Райнля — документальный фильм «Шри-Ланка — светлый край» (нем. Sri Lanka — Leuchtendes Land) — была смонтирована и вышла в прокат после его смерти.

## Избранная фильмография
| Год  |     | Русское название                                         | Оригинальное название                              | Роль     |
| ---- | --- | -------------------------------------------------------- | -------------------------------------------------- | -------- |
| 1930 | ф   | Бури над Монбланом                                       | Stürme über dem Mont Blanc                         | эпизод   |
| 1931 | ф   | Белое безумие — новое лыжное чудо                        | Der weiße Rausch – neue Wunder des Schneeschuhs    | эпизод   |
| 1949 | ф   | Горный хрусталь                                          | Bergkristall                                       | режиссёр |
| 1959 | ф   | Лягушка в маске                                          | Der Frosch mit der Maske                           | режиссёр |
| 1960 | ф   | Ужасные люди                                             | Die Bande des Schreckens                           | режиссёр |
| 1961 | ф   | Фальшивомонетчик из Лондона                              | Der Fälscher von London                            | режиссёр |
| 1961 | ф   | Возвращение доктора Мабузе                               | Im Stahlnetz des Dr. Mabuse                        | режиссёр |
| 1962 | ф   | Невидимые когти доктора Мабузе                           | Die unsichtbaren Krallen des Dr. Mabuse            | режиссёр |
| 1962 | ф   | Сокровище Серебряного озера                              | Der Schatz im Silbersee                            | режиссёр |
| 1963 | ф   | Виннету — сын Инчу-Чуна. 1-я серия: Хищники из Россвелля | Winnetou 1. Teil                                   | режиссёр |
| 1964 | ф   | Комната № 13                                             | Zimmer 13                                          | режиссёр |
| 1964 | ф   | Виннету — сын Инчу-Чуна. 2-я серия: Трубка мира          | Winnetou 2. Teil                                   | режиссёр |
| 1965 | ф   | След головорезов                                         | Winnetou 3. Teil                                   | режиссёр |
| 1965 | ф   | Последний из могикан                                     | Der letzte Mohikaner                               | режиссёр |
| 1965 | ф   | Зловещий монах                                           | Der unheimliche Mönch                              | режиссёр |
| 1966 | ф   | Нибелунги. Часть 1: Зигфрид фон Ксантен                  | Die Nibelungen 1. Teil — Siegfried von Xanten      | режиссёр |
| 1967 | ф   | Нибелунги. Часть 2: Месть Кримхильды                     | Die Nibelungen 2. Teil — Kriemhild’s Rache         | режиссёр |
| 1967 | ф   | Змеиная яма и маятник                                    | Die Schlangengrube und das Pendel                  | режиссёр |
| 1968 | ф   | Виннету и Шаттерхенд в Долине Смерти                     | Winnetou und Shatterhand im Tal der Toten          | режиссёр |
| 1968 | ф   | Джерри Коттон № 6: Динамит в зелёном шёлке               | Jerry Cotton, Fall Nr. 6: Dynamit in grüner Seide  | режиссёр |
| 1968 | ф   | Джерри Коттон № 7: Смерть в красном «Ягуаре»             | Jerry Cotton, Fall Nr. 7: Der Tod im roten Jaguar  | режиссёр |
| 1969 | ф   | Джерри Коттон № 8: Смертельные выстрелы на Бродвее       | Jerry Cotton, Fall Nr. 8: Todesschüsse am Broadway | режиссёр |
| 1970 | док | Воспоминания о будущем                                   | Erinnerungen an die Zukunft                        | режиссёр |
| 1972 | ф   | Вой чёрных волков                                        | Der Schrei der schwarzen Wölfe                     | режиссёр |
| 1976 | ф   | Тайны богов (Возвращение к звёздам)                      | Botschaft der Götter                               | режиссёр |
| 1982 | ф   | Переполох в джунглях                                     | Im Dschungel ist der Teufel los                    | режиссёр |
| 1986 | док | Шри-Ланка — светлый край                                 | Sri Lanka – Leuchtendes Land                       | режиссёр |

## Награды

### Премии
- Приз Венецианского международного кинофестиваля
  - 1950 — Десять лет спустя (нем. Zehn Jahre später) — короткометражный
- Премия «Золотой экран» (ФРГ)
  - 1964 — Сокровище Серебряного озера
  - 1964 — Виннету 1
  - 1965 — Виннету 2
  - 1966 — Виннету 3
- Телевизионная премия «Бэмби» (ФРГ)
  - 1964 — Сокровище Серебряного озера
  - 1965 — Виннету 1
  - 1966 — Виннету 2
- Приз Второго кинофестиваля в Триесте
  - 1970 — Воспоминания о будущем
- Большой приз (Platero) Двадцать первого международного конкурса детских и юношеских фильмов в Хихоне
  - 1983 — Переполох в джунглях

### Медали
- 1965 — Золотая медаль Немецкого кино

### Номинации
- Премия «Оскар» (США)
  - 1971 — Воспоминания о будущем